# Thyrsanthella difformis
Thyrsanthella difformis är en oleanderväxtart som först beskrevs av Thomas Walter, och fick sitt nu gällande namn av Marcel Pichon. Thyrsanthella difformis ingår i släktet Thyrsanthella och familjen oleanderväxter. Inga underarter finns listade i Catalogue of Life.